# Бушенцин
Бушенцин (пол. Buszęcin, нім. Büssenthin) — село в Польщі, у гміні Камень-Поморський Каменського повіту Західнопоморського воєводства.
Населення — 56 осіб (2011).
У 1975-1998 роках село належало до Щецинського воєводства.

## Демографія
Демографічна структура станом на 31 березня 2011 року:
|          | Загалом | Допрацездатний вік | Працездатний вік | Постпрацездатний вік |
| -------- | ------- | ------------------ | ---------------- | -------------------- |
| Чоловіки | 28      | 3                  | 23               | 2                    |
| Жінки    | 28      | 6                  | 15               | 7                    |
| Разом    | 56      | 9                  | 38               | 9                    |